# 울산시민축구단
울산 시민 FC(Ulsan Citizen Football Club)는 대한민국 울산광역시에 있는 축구 선수단이다. 울산광역시축구협회가 운영하는 남자 세미프로 축구단이며, 2018년에 창단되었다. 홈 경기장은 울산종합운동장이며 K3리그에 참가하고 있다.

## 역사
2016년 울산광역시 유일의 실업축구단이였던 울산 현대미포조선 돌고래가 해체하였다. 이에 울산시는 높은 행정 구역인 광역시 임에도, 대한민국 내에서 가장 권위있는 대회인 전국체육대회의 일반부 축구 종목에 참가하지 못하게 된다. 지역의 축구 인재를 키우는 일에도 차질이 생겼다.
울산시는 K3리그 팀을 창단하고자 하였으나 나서는 기업이 없어 직접 예산을 지원하기로 한다. 시가 시비 3억 원을 지원하고, 울산축구협회가 실무를 지원하는 것으로 'K3축구팀 창단추진위원회'를 구성하였다.
단장은 정태석 울산축구협회장이 맡았다. 1대 감독으로는 윤균상을, 코치로는 윤원일을 포함한 3명과 계약하였다. 이후 선수 선발 테스트를 거치고, 엠블럼과 슬로건 공모전을 개최하였다. 울산시 출신을 위주로 구성한 23명의 선발 선수단 프로필을 공개하고 서포터즈 발대를 한 뒤, 2018년 12월 22일 창단식을 가졌다.
창단식을 가진 후, 울산시민축구단은 처음으로 참가한 베이직 리그에서 우승을 차지했다.
2020시즌을 앞두고 울산시민축구단은 K4리그에 참여하게 되었다.

## 선수 명단

### 1군 선수단
2023년 3월 31일 기준
참고: FIFA 자격 규정에 따라 소속된 국가대표팀 국기를 표시합니다. 선수는 복수의 FIFA 비회원국 국적을 가지고 있을 수 있습니다.
| 번호 | 포지션 | 국적 | 이름   |
| ---- | ------ | ---- | ------ |
| 1    | GK     |      | 최성겸 |
| 3    | DF     |      | 김기영 |
| 4    | MF     |      | 장재원 |
| 5    | DF     |      | 김기수 |
| 6    | DF     |      | 박진포 |
| 7    | MF     |      | 구종욱 |
| 8    | DF     |      | 박동혁 |
| 9    | FW     |      | 이형경 |
| 10   | MF     |      | 윤대원 |
| 11   | FW     |      | 임예닮 |
| 13   | DF     |      | 김대희 |
| 14   | MF     |      | 김동윤 |
| 15   | MF     |      | 박배근 |

| 번호 | 포지션 | 국적 | 이름   |
| ---- | ------ | ---- | ------ |
| 16   | MF     |      | 부성혁 |
| 17   | FW     |      | 김진현 |
| 18   | GK     |      | 이선일 |
| 19   | MF     |      | 이경운 |
| 20   | FW     |      | 김진성 |
| 20   | DF     |      | 김정우 |
| 21   | DF     |      | 조예찬 |
| 22   | MF     |      | 이한새 |
| 23   | FW     |      | 김동현 |
| 24   | DF     |      | 민지홍 |
| 26   | DF     |      | 박동완 |
| 27   | DF     |      | 민훈기 |
| 28   | FW     |      | 김동욱 |
| 29   | FW     |      | 김훈옥 |
| 31   | GK     |      | 김민근 |
| 33   | MF     |      | 유원종 |
| 99   | FW     |      | 이인명 |

## 참고 문헌
- “스포츠지원포털 등록 현황”. 대한체육회.
- “KFA 통합경기정보 시스템”. 대한축구협회.